# Лац
Ла́ц (осет. Лæц) — село в Алагирском районе Республики Северная Осетия-Алания. Входит в состав Фиагдонского сельского поселения. 

## Географическое положение
Селение расположено в верховьях Куртатинского ущелья, на правом берегу реки Фиагдон. Находится у юго-западной окраины от центра сельского поселения Верхний Фиагдон, в 47 км к юго-востоку от районного центра Алагир и в 50 км к юго-западу от Владикавказа. 

## Население
| 2002 | 2010 | 2021 |
| ---- | ---- | ---- |
| 45   | ↘44  | ↗50  |

## Известные уроженцы
- Тебиев Иосиф (Асламбек) Георгиевич (1855—1940) — генерал-майор, участник трех войн, награжден орденами и медалями.